# St. Albertus Magnus (Essen-Katernberg)

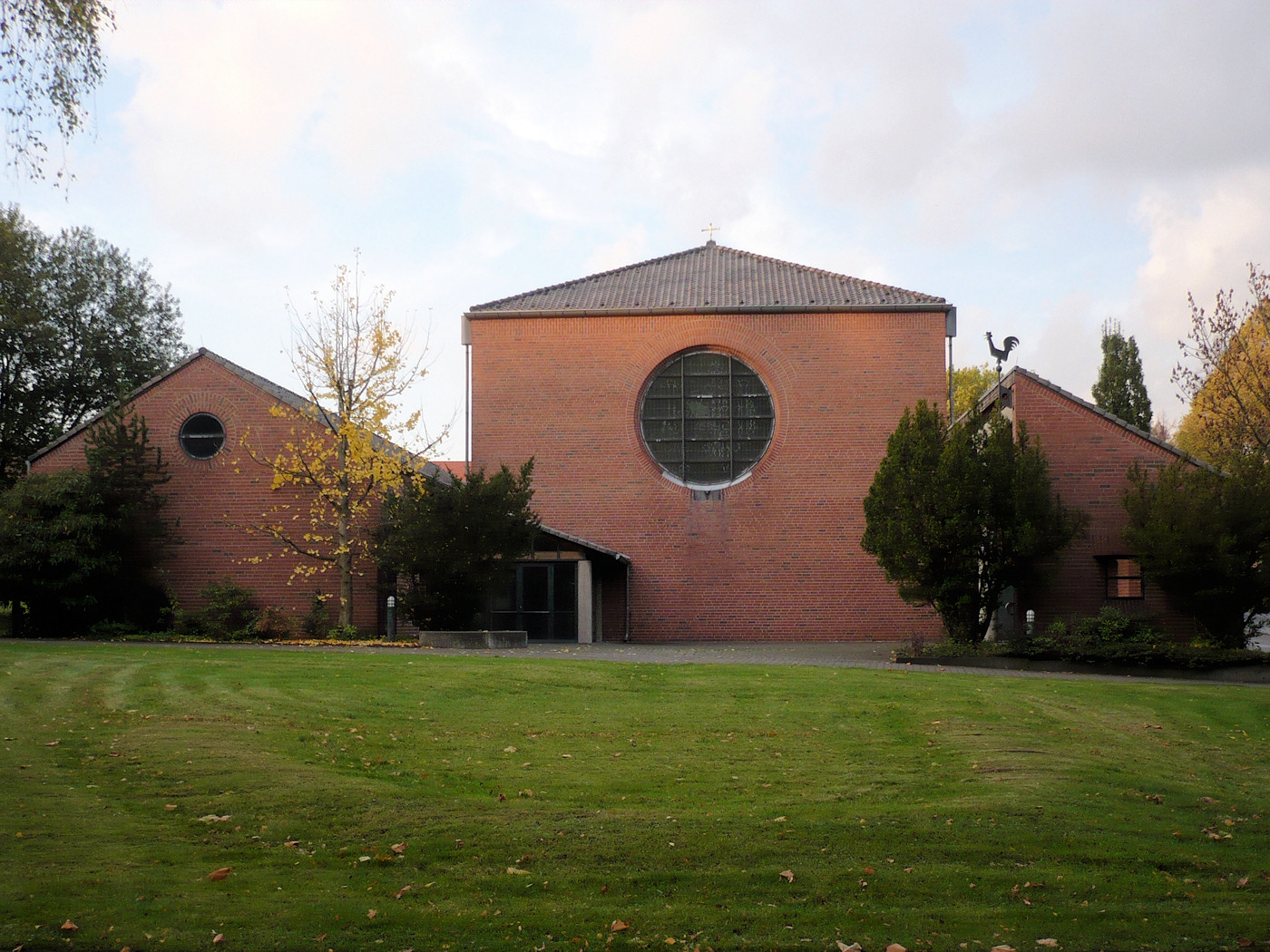
St. Albertus Magnus Katernberg

Die Kirche St. Albertus Magnus im Essener Stadtteil Katernberg wurde von 1983 bis 1986 als römisch-katholische (lateinische) Kirche erbaut und 2008 aufgegeben. Als Kirche Mar Addai und Mar Mari diente sie 2009–2020 der gleichnamigen chaldäisch-katholischen Ortsgemeinde. 

## Geschichte
Die Kirche war eine Gemeindekirche und gehörte zur Pfarrgemeinde St. Nikolaus. In der Osternacht 1986 wurde der erste Gottesdienst in der neuen Kirche gefeiert. Der Altar fehlte jedoch noch. Die Gläubigen mussten sich bis zu dem Fest des heiligen Albertus Magnus, ihres Schutzpatrons, am 15. November 1988 gedulden, um die Kirchweihe zu feiern. Der letzte Gottesdienst der Ortsgemeinde fand am 13. Januar 2008 statt. Danach wurde St. Albertus Magnus den chaldäisch-katholischen Christen übergeben. Sie feierten am 15. März 2009 die Errichtung der Gemeinde in einem Pontifikalamt mit Weihbischof Franz Vorrath. Nachdem die chaldäische Gemeinde 2020 die Kirche St. Nikolaus übernommen hatte, wurde St. Albertus Magnus per Dekret vom 22. Juli 2022 mit Wirkung zum Besitzübergang profaniert und 2023 verkauft.
Der Architekturentwurf stammt von Gisberth Hülsmann. Die Kirche erinnert von außen an eine altrömische Villa. Die Gestaltungsidee für den Innenraum war „Gottes gute Stube“.
Am 21. Februar 2024 wurde das Kirchengebäude in die Denkmalliste der Stadt Essen aufgenommen.

## Vorgängerbau
Die frühere St.-Albertus-Magnus-Kirche war von 1955 bis 1956 erbaut worden. Im Jahr 1978 wurde sie wegen Bergschäden geschlossen und 1982 abgerissen. Entschädigungsleistungen der Ruhrkohle AG bildeten die finanzielle Grundlage für den Neubau. Das ebenfalls von Bergschäden betroffene Pfarrhaus konnte gerettet werden.